# 桜彩
桜 彩（さくら あや、1998年3月16日 - ）は、日本の女優である。秋田県出身。Allen所属。

## 人物
身長は150cm。特技はクラリネット、ジャズダンス、日本舞踊。
2019年より株式会社Allenに所属。

## 出演

### 舞台
- 劇団アレン座「空行[1]」（2018年6月6日 - 12日、学芸大学・千本桜ホール） - 主演：イチカ 役[2]
- 劇団アレン座「積チノカベ[3]」（2019年7月11日 - 14日、すみだパークスタジオ倉） - 砂希 役[4][5]
- 劇団アレン座「熱海殺人事件-ザ・ロンゲスト・スプリング-[6]」（2021年1月6日 - 11日、花まる学習会王子小劇場） - 水野朋子 役[7]
- Girls feather「サンサーラ式葬送入門-普賢篇-」Aチーム（2021年2月4日 - 14日、池袋・シアターKASSAI） - 狭間逸美 役
- 五反田タイガー 14th Stage「ペインティング・バーレスク〜天使がいた場所〜」（2024年2月28日 - 3月3日、六行会ホール）[8]
- 劇団アレン座「1925→2025」（2025年1月7日 - 13日、吉祥寺シアター）[9]

### 映画
- 日本工学院短編映画「道端」 - ヒロイン 咲 役
- 日本工学院短編映画「出会い」 - ヒロイン 保科美帆 役
- ゴジラ-1.0 - 声の出演

### MV
- ベリーグッドマン「Dreamer[10]」（2020年8月） - メインキャスト・吹奏楽部 役